# Cyro Delgado
Cyro Delgado (n. 11 mai 1961, União da Vitória, Paraná, Brazilia) este un înotător brazilian, medaliat olimpic. A participat la 2 ediții ale Jocurilor Olimpice (1980, 1984) în care a câștigat o medalie de bronz.